# Medhat Sheikh el-Ard
Medhat Sheikh el-Ard (arabisch مدحت شيخ الأرض, DMG Midḥat Šaiḫ al-Arḍ; * 1900 in Damaskus, Syrien; † 18. Mai 2001 in Riad, Saudi-Arabien) war ein saudi-arabischer Arzt und  Diplomat.

## Leben
Medhat Sheikh el-Ard studierte an der Amerikanischen Universität Beirut und an der Universität Bagdad Medizin.
Anschließend lehrte er am Jeddah Health Institute und wurde Hofarzt.
Medhat Sheikh el-Ard war Leibarzt und Berater von Saud ibn Abd al-Aziz.
Von 1. Dezember 1955 bis 1960 war er Botschafter in Madrid bei Francisco Franco.
Von 1964 bis 1968 war er Botschafter in Bern.
Von 1968 bis 1972 war er Botschafter in Paris. 
Von 1972 bis 1977 war er Ständiger Vertreter der Saudischen Regierung nächst dem Büro der Vereinten Nationen in Genf.
Er war Auftraggeber der Genfer Moschee.
| Vorgänger              | Amt | Nachfolger                    |
| ---------------------- | --- | ----------------------------- |
| —                      | Saudi-arabischer Botschafter in Spanien 1955–1960                                                          | Faisal Al-Hegelan             |
| Abdul Aziz Muammar     | Saudi-arabischer Botschafter in Bern 1964–1968                                                             | Jawad Mustafa Zikri           |
| Rached Pharaon         | Saudi-arabischer Botschafter in Paris 1968–1972                                                            | Jamil bin Ibrahim al-Hujailan |
| Mohamed Hamzah Charara | Ständiger Vertreter der Saudischen Regierung nächst dem Büro der Vereinten Nationen in Genf. 1972 bis 1977 | Ahmed Khalil Abdul-Jabbar     |